# Joseph Marie Jacquard
Joseph Marie Jacquard (výsl. [žozef mari žakár]), vlastním jménem Joseph Marie Charles (17. července 1752 – 7. srpna 1834) byl francouzský tkadlec a vynálezce programovaného mechanického stavu, na kterém se s využitím děrných štítků mohly vyrábět složité vzory.

## Život
Jacquard se narodil v obci Couzon poblíž Lyonu. Už jako dítě musel vypomáhat svému otci při práci na hedvábnickém tkalcovském stavu v jeho dílně. Ve volném čase si osvojil základy čtení, psaní a počtů.
Ve 13 letech se proti vůli otce odešel učit knihařem a písmolijcem. Po otcově smrti převzal ve dvaceti letech dílnu se dvěma stavy. Už v té době se pokoušel vylepšit a zjednodušit proces tkaní, ale neuspěl. Podnikáním nedokázal uživit rodinu, musel živnost prodat a pracovat jako dělník ve vápencových dolech v Bressu.
Za Velké francouzské revoluce bojoval se svým čtrnáctiletým synem na straně revolucionářů. Po pádu Lyonu vstoupili oba do armády, ale v průběhu bojů byl jeho syn těžce raněn a po několika měsících zemřel.
Jacquard se na jaře 1796 vrátil do Loynu, kde dostal zaměstnání jako tkadlec a mechanik ve velkém lyonském textilním podniku. Zabýval se intenzivně konstrukcí textilních strojů. V roce 1801 předvedl na průmyslové výstavě v Paříži svůj šňůrový stav, který nahrazoval pomocníka, který musel při tkaní dříve pohybovat systémem šňůr. Za svůj patent obdržel bronzovou medaili. V Lyonu pak učil mladé tkalce zacházet se svým strojem.

V roce 1803 mu přinesl vynález uzlovacího stroje na sítě odměnu 3000 franků od Společnosti pro povzbuzování národního průmyslu a místo správce v průmyslovém muzeu. 

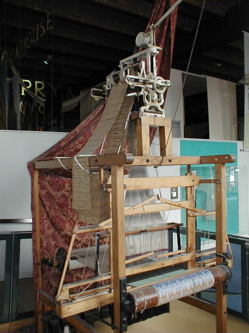
Model ručního stavu s žakárovým ústrojím (muzeum v Manchesteru)

Ve stejném roce začal pracovat na řešení k ústrojí tkalcovského stavu, kterým se dají při tkaní programovat a ovládat pohyby jednotlivých osnovní niti a tak vytvářet složité vzory velkých rozměrů. Princip tohoto ústrojí řízeného děrnými štítky vynalezli a přechodně prakticky použili už francouzští konstruktéři Falcon (1728) a Vaucanson (1745). Jacquard zdokonalil a přizpůsobil některé důležité části tak, že se ústrojí dalo použít na téměř každém tkalcovském stavu.
V roce 1806 nařídil Napoleon Bonaparte císařským dekretem, aby Jacquardův patent přešel do vlastnictví města Lyonu. Jako náhradu obdržel Jacquard doživotní roční důchod 3000 franků a po dobu 6 let 50 franků za každý prodaný stroj. Vynález vzbudil zájem majitelů tkalcovských dílen, kterým umožnil snížit výrobní náklady, zrychlit a zlevnit výrobu a zvýšit zisk. Naopak dělníci v něm viděli ohrožení své existence a z obavy o práci se proti Jacquardovi bouřili.
Po překonání počátečních obtíží se žakárové stavy rychle rozšířily. V roce 1812 jich bylo ve Francii asi jedenáct tisíc. V Anglii se začaly nové stavy používat v roce 1820 a odtud se rozšířily do celého světa.

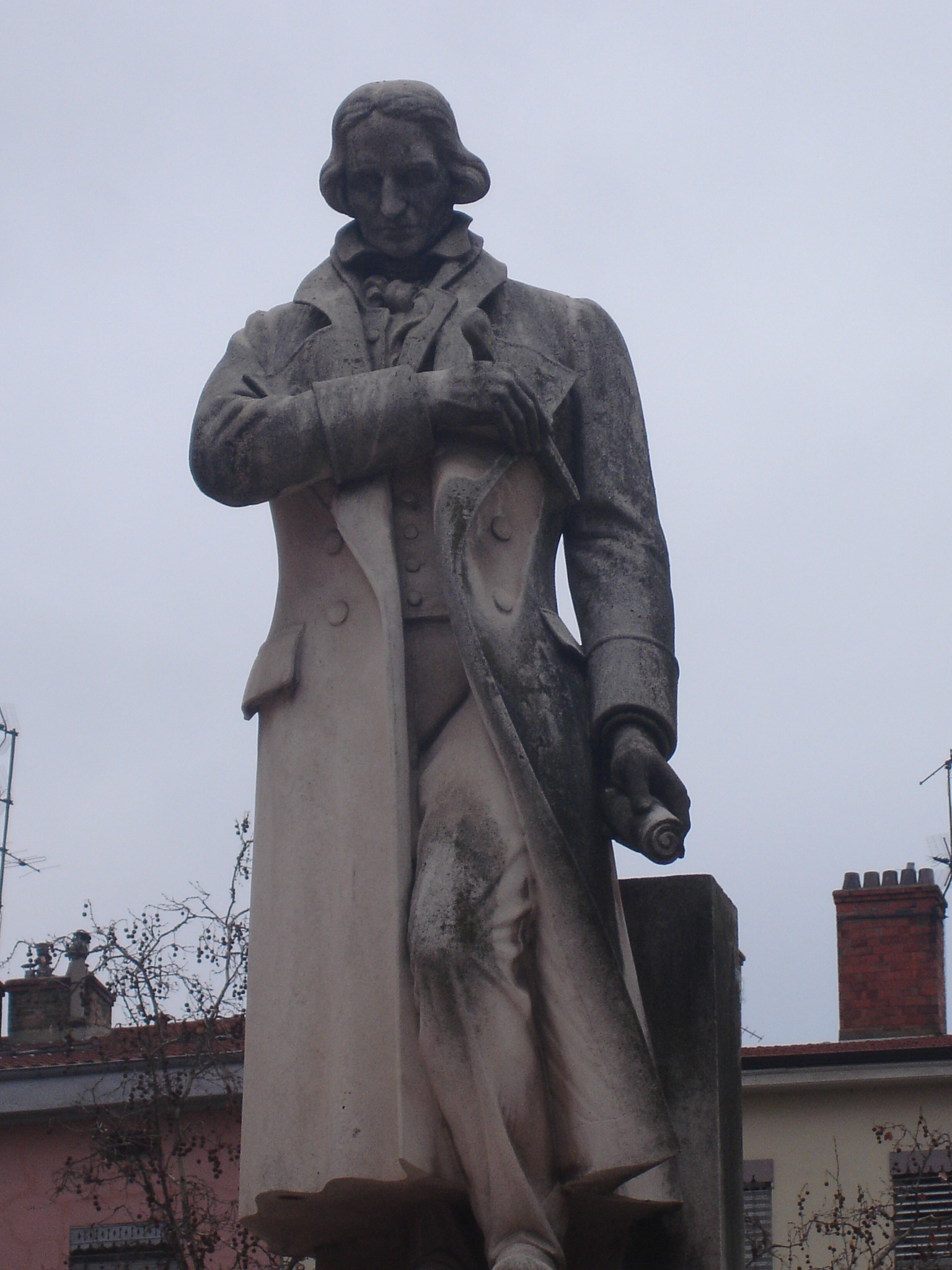
Pomník Josepha Jacquarda v Lyonu

Joseph Jacquard byl v roce 1819 pasován na rytíře Francouzské čestné legie. Stal se z něho bohatý muž a v šedesáti sedmi letech se usadil v nedalekém Oullinsu, kde také zemřel. Roku 1840 mu byla na náměstí v Lyonu postavena bronzová socha.
Jacquardův děrný štítek byl použit v roce 1835 jako základní element u nejstaršího programovatelného počítače (Charles Babbage 1835).
Označení Jaquard (nebo žakár) se používá i v 21. století pro všechna zařízení, kterými se dá programovat a řídit pohyb jednotlivých osnovních nití na tkacích a pletacích strojích a také pro textilie vyrobené na těchto strojích.